# Michelle Chandler
Michelle Chandler, född den 16 juli 1974 i Geelong, Australien, är en australisk basketspelare tog OS-brons 1996 i Atlanta.